# Sidonia
Sidonia is een meisjesnaam.
Het is de vrouwelijke vorm van Sidonius, met de betekenis "inwoner van Sidon".

## Bekende naamdraagsters
- Sidonia van Bohemen, de stammoeder van het Albertijnse vorstenhuis
- Sidonia Catharina van Saksen, een Poolse hertogin
- Hertog van Medina Sidonia, Spaanse adellijke familie. Gezagvoerder van de Armada van 1588

## Fictieve naamdraagsters
- Tante Sidonia, een stripfiguur in Suske en Wiske